# Presidente del Senato (Romania)
Il presidente del Senato della Romania (in romeno Președintele Senatului României) è il capo della camera alta del Parlamento della Romania.

## Funzioni
In base all'art. 35 del regolamento del Senato, il presidente:
- Convoca le sessioni dell'assemblea.
- Conduce i lavori del Senato con l'assistenza di due segretari.
- Accorda la parola, modera i dibattiti, stabilisce l'ordine di votazione, annuncia e proclama il risultato dei voti.
- Assicura il mantenimento dell'ordine nel corso dei dibattiti e il rispetto del regolamento.
- Conduce i lavori dell'ufficio permanente di presidenza.
- Rappresenta il Senato nei rapporti con il Presidente della Romania, la Camera dei deputati della Romania, il Governo della Romania e la Corte costituzionale della Romania.
- Rappresenta il Senato nelle relazioni interne ed esterne.
- Può rivolgersi alla Corte costituzionale sulla costituzionalità delle leggi.
- Gestisce il fondo presidenziale.
- Approva i rimborsi delle spese per i viaggi all'estero da lui disposti.
- Approva gli indennizzi per i collaboratori del Senato, nonché i rimborsi delle spese per le persone invitate a partecipare alle udienze.

## Modalità di elezione e revoca
In base all'art. 64 della Costituzione della Romania il presidente è eletto dai senatori per l'intero mandato del parlamento.
L'elezione del presidente del Senato è disciplinata dall'art. 23 del regolamento interno. Questo prevede che il presidente sia eletto tramite scrutinio segreto dai senatori, che scelgono uno dei candidati proposti da ognuno dei gruppi parlamentari. Un gruppo parlamentare può proporre un solo candidato. È dichiarato presidente chi al primo turno di scrutinio ottiene le preferenze della maggioranza dei senatori. Se nessun candidato dovesse conseguire tale soglia, è previsto un nuovo turno di scrutinio, cui partecipano i due candidati che al primo turno hanno ottenuto il maggior numero di voti. Al secondo turno è dichiarato vincitore il candidato che ottiene il maggior numero di voti. In caso di pareggio si organizza un ulteriore turno di scrutinio.
La revoca del presidente può essere sottoposta a voto su richiesta di almeno un terzo dei senatori per violazione della costituzione o del regolamento del Senato, oppure su richiesta di almeno il 50%+1 dei senatori (art. 29 del regolamento del Senato). Se la proposta di revoca viene approvata dal voto della maggioranza dei senatori, il presidente è destituito dall'incarico.
Nel caso in cui la posizione sia vacante, le funzioni di presidente del Senato sono assunte ad interim da uno dei vicepresidenti, indicato dall'ufficio permanente di presidenza.

## Supplenza del presidente della Romania
Nel caso in cui il ruolo di Presidente della Romania sia vacante o il titolare dell'incarico sia sospeso dalle funzioni, il presidente del senato assume ad interim il ruolo di capo di Stato (art. 98 della costituzione).

## Lista dei presidenti del Senato
Dal 1990 si sono susseguiti nell'incarico quindici titolari. Il primo presidente è stato Alexandru Bârlădeanu, che ha assunto la funzione nel giugno 1990.
La permanenza più lunga è stata quella di Nicolae Vǎcǎroiu, presidente del Senato per quasi otto anni nel corso di due legislature dal 2000 al 2008. La più breve, al contrario, è stata quella del suo successore Ilie Sârbu, capo della camera alta per meno di due mesi dall'ottobre al dicembre 2008.
Petre Roman, Nicolae Văcăroiu, Călin Popescu Tăriceanu, Florin Cîțu, Nicolae Ciucă ed Ilie Bolojan sono gli unici presidenti del Senato dopo il 1989 ad essere stati anche primi ministri.
Nel 2020 Teodor Meleșcanu è stato costretto alle dimissioni da una sentenza della Corte costituzionale che ha dichiarato illegittima la sua elezione. Dopo un periodo di presidenza ad interim da parte di Titus Corlățean (febbraio-aprile 2020), il 9 aprile 2020 l'incarico è stato assunto, sempre a titolo provvisorio, da Robert Cazanciuc.